# Théodore Le Puillon de Boblaye
Théodore Le Puillon de Boblaye est un militaire et homme politique français né le 17 novembre 1795 à Pontivy (Morbihan) et décédé le 4 mars 1857 à Metz (Moselle).

## Biographie
Entré à l'École polytechnique en 1813, il en sort sous-lieutenant d'artillerie. Après la campagne d'Espagne, il entre dans la garde royale; il est ainsi chargé de conduire Charles X en exil qui lui remettra la légion d'honneur avant d'embarquer pour l'Angleterre, décoration qui ne sera reconnue que 3 ans plus tard. Il participe en 1832 au siège de la citadelle d'Anvers. Capitaine en 1834, chef d'escadron en 1843, lieutenant colonel en 1846, il est sous-directeur de l'artillerie en 1847. Il est nommé à Strasbourg en 1850, puis commandant en second de l'école d'artillerie de Metz, avec le grade de colonel. Il est général de brigade en 1853 et commandant de l'école. Il est député du Morbihan de 1844 à 1848, siégeant dans la majorité soutenant la monarchie de Juillet, et succédant à son frère, Émile Le Puillon de Boblaye. Toute sa vie il a réalisé de nombreux dessins et aquarelles qui restent les témoins de son parcours en France et en Europe.

## Sources
- « Théodore Le Puillon de Boblaye », dans Adolphe Robert et Gaston Cougny, Dictionnaire des parlementaires français, Edgar Bourloton, 1889-1891 [détail de l’édition]
- Sa fiche sur le site de l'Assemblée nationale